# Monumento votivo militare brasiliano
Il monumento votivo militare brasiliano di Pistoia, un tempo noto come cimitero militare brasiliano, è un sacrario militare eretto in onore dei soldati brasiliani caduti durante la seconda guerra mondiale in Italia.

## Storia
Nel 1944 il Brasile entrò attivamente nel teatro bellico della seconda guerra mondiale inviando in Italia un contingente militare di circa 25 000 uomini che presero parte alla campagna d'Italia al fianco delle forze alleate contro quelle dell'Asse. In particolare la Força Expedicionária Brasileira (FEB) operò in Toscana nel settore occidentale del fronte nella valle del Serchio, in Versilia e Garfagnana e sull'Appennino tosco-emiliano nel quadro della offensiva della primavera 1945 raggiungendo al termine del conflitto la città di Torino.
Al termine della guerra i corpi di 462 soldati e ufficiali brasiliani caduti furono tumulati nei pressi di Pistoia nella zona di San Rocco in uno dei tanti cimiteri militari sorti dopo il conflitto.
Nel 1960 il governo brasiliano decise di riportare in patria le spoglie dei caduti che furono tumulati a Rio de Janeiro, allora capitale federale, nel monumento nazionale ai caduti della II guerra mondiale realizzato su progetto degli architetti Mark Netto Konder e Helio Ribas Marinho nel parco Eduardo Gomes nel quartiere di Flamengo.
Nel 1967 nel luogo ove sorgeva il cimitero fu eretto un monumento votivo su progetto dall'architetto Olavo Redig de Campos, della scuola di Oscar Niemeyer, progettista di Brasilia.
Solo alla fine dei lavori venne rinvenuto il corpo di un ultimo militare che non era quindi stato trasferito in Brasile. Non fu possibile identificare il caduto e fu così deciso di lasciarlo a Pistoia come milite ignoto.
Il monumento, della cui manutenzione si occupa il governo brasiliano, è stato visitato nel corso degli anni da ben due presidenti brasiliani e da numerosi ambasciatori.
All'intervento militare brasiliano a fianco degli Alleati sono dedicati altri monumenti in Italia: a Gaggio Montano, Vergato e a Porretta Terme in provincia di Bologna, Santa Croce sull'Arno e Castelfranco di Sotto in provincia di Pisa. A Montese in provincia di Modena, oltre a un monumento, è dedicata alla Força Expedicionária Brasileira una sezione specifica del locale museo storico.